# Snow (muzikant)

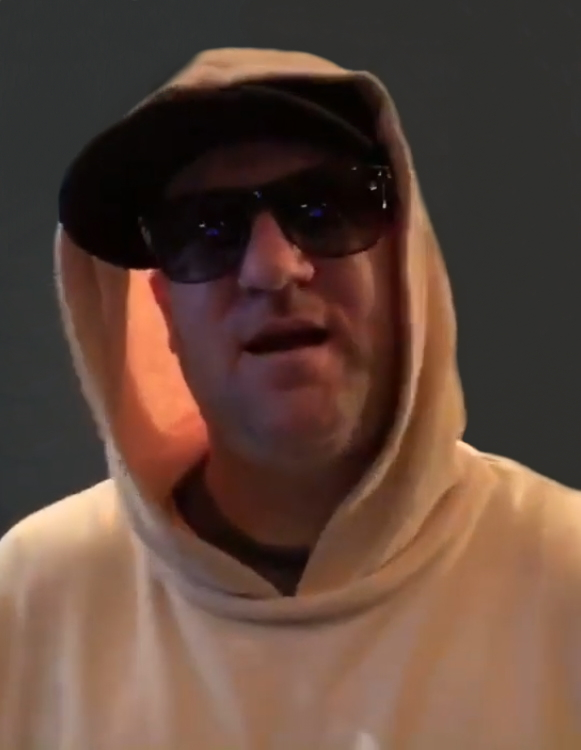
Snow

Snow, artiestennaam van Darrin O'Brien (Toronto, 30 oktober 1969) is een Canadese rapper en reggae/dancehall-muzikant. Snow is vooral bekend van zijn grootste hit Informer.
Tijdens zijn jeugd maakt Snow kennis met reggae dankzij de Jamaicaanse familie 'Brown' die bij hem in de buurt woonde. Zij begonnen hem voor de grap 'Snow' en 'Snow White' te noemen. Met de hulp van deze buren begint Snow met het lenen en bestellen van reggae 'dub tapes'. Nadat hij vervolgens vrienden wordt met Marvin Prince begint Marvin hem 'Superb Notorious Outrageous Whiteboy' te noemen, een backroniem voor Snow. Snow zelf heeft de titel nooit geclaimd en is verdergegaan met simpelweg de naam Snow.
Snow werd ontdekt door David Kenneth Eng en Steve Salem, kreeg een contract bij het sublabel van Elektra, Motorjam. In 1993 verscheen het album 12 Inches of Snow. Het album, geproduceerd door MC Shan, was opgenomen net voordat Snow wegens mishandeling  werd veroordeeld voor een jaar cel. Van het album verscheen aan het eind van de winter van 1993 de hitsingle "Informer". Deze single werd een wereldhit. In Amerika stond "Informer" 7 weken op nummer 1 in de Billboard hot 100. In Nederland stond de single 14 weken genoteerd in de Top 40 met als hoogste positie nummer 2. In de jaarlijst van 1993 staat hij op een elfde plek met 421 punten.
Door de snelle manier van rappen, met veel straattaal was de single nauwelijks te volgen in de raps. Bij de videoclip van de single kwam er dan ook ondertiteling bij. Het nummer is gecoverd. Arash feat. Aneela bracht in India een versie uit met de titel "Chori Chori". De tweede single van het eerste album, Girl I've Been Hurt kon het succes van de eerste single bij lange na niet evenaren, maar ook dit werd nog een hitje, in Nederland kwam het tot plaats 21 in de Nederlandse Top 40. In 1995 verscheen het tweede album van Snow, Murder Love maar veel succes had hij er niet mee, in een paar landen slechts werd dit tweede album wel een redelijk succes, zoals in Japan en Jamaica. Toch weerhield het beperkte succes hem er niet van om nog een paar albums in de jaren erna op te nemen en uit te brengen.
In 2000 behaalde hij Canada weer een hitje, Everybody Wants To Be Like You en in 2002 met de single "Legal". Zeven jaar later, in 2007, behaalde hij weer een grote hit; het nummer I'll Do Anything For You, hoewel dit vooral binnen de dancehall-scene was.
In 2019, bijna 27 jaar na het grote succes van Informer, maakt Daddy Yankee gebruik van de herkenbare sample op zijn single Con Calma, waar Snow ook zijn opwachting maakt in de bijbehorende videoclip.

## Discografie

### Albums
| Album met eventuele hitnotering(en) in de Nederlandse Album Top 100 | Datum van verschijnen | Datum van binnenkomst | Hoogste positie | Aantal weken | Opmerkingen |
| ------------------------------------------------------------------- | --------------------- | --------------------- | --------------- | ------------ | ----------- |
| 12 Inches of Snow                                                   | 1993                  | 17-04-1993            | 9               | 19           |             |
| Murder love                                                         | 1995                  | -                     |                 |              |             |
| Justuss                                                             | 1997                  | -                     |                 |              |             |
| Cooler conditions                                                   | 1999                  | -                     |                 |              |             |
| Mind on the moon                                                    | 2000                  | -                     |                 |              |             |
| Two hands clapping                                                  | 2002                  | -                     |                 |              |             |

### Singles
| Single met eventuele hitnotering(en) in de Nederlandse Top 40 | Datum van verschijnen | Datum van binnenkomst | Hoogste positie | Aantal weken | Opmerkingen      |
| ------------------------------------------------------------- | --------------------- | --------------------- | --------------- | ------------ | ---------------- |
| Informer                                                      | 1993                  | 03-04-1993            | 2               | 14           |                  |
| Girl I've been hurt                                           | 1993                  | 26-06-1993            | 21              | 4            |                  |
| Con calma                                                     | 2019                  | 16-02-2019            | 1(1wk)          | 26           | met Daddy Yankee |

- Bibliothèque nationale de France: cb13961884p (data)
- Gemeinsame Normdatei: 134815238
- International Standard Name Identifier: 0000 0001 2053 1237
- Library of Congress Control Number: no00100307
- MusicBrainz: 70cb4669-ad7a-4d5c-b99e-7582df393cc7
- Nationale Bibliotheek van Tsjechië: xx0130825
- SNAC: w6sn0gc7
- Virtual International Authority File: 42032524
- WorldCat: E39PBJwCXbjX6CMdqDdBBXQDv3